# Stany Zjednoczone na Zimowych Igrzyskach Olimpijskich 1956
Stany Zjednoczone na Zimowych Igrzyskach Olimpijskich 1956 reprezentowało 67 zawodników: 57 mężczyzn i dziesięć kobiet. Był to siódmy start reprezentacji Stanów Zjednoczonych na zimowych igrzyskach olimpijskich.

## Zdobyte medale
| Medal  | Zawodnik | Dyscyplina           | Konkurencja      | Rezultat    |
| ------ | --- | -------------------- | ---------------- | ----------- |
| Złoto  | Hayes Alan Jenkins | Łyżwiarstwo figuroe  | Soliści          | 1497,95 pkt |
| Złoto  | Tenley Albright | Łyżwiarstwo figurowe | Solistki         | 1866,39 pkt |
| Srebro | Willard Ikola, Donald Rigazio, Richard Rodenhiser, Daniel McKinnon, Ed Sampson, John Matchefts, Richard Meredith, Richard Dougherty, Kenneth Purpur, John Mayasich, William Cleary, Wellington Burnett, Wendell Anderson, Eugene Campbell, Gordon Christian, Weldon Olson, John Petroske | Hokej na lodzie      | turniej mężczyzn |             |
| Srebro | Ronald Robertson | Łyżwiarstwo figurowe | Soliści          | 1492,15 pkt |
| Srebro | Carol Heiss | Łyżwiarstwo figurowe | Solistki         | 1848,24 pkt |
| Brąz   | Arthur Tyler, William Dodge, Charles Butler, James Lamy | Bobsleje             | czwórki mężczyzn | 5:12,39 min |
| Brąz   | David Jenkins | Łyżwiarstwo figurowe | Soliści          | 1465,41 pkt |

## Skład kadry

### Biegi narciarskie
Mężczyźni
| Zawodnik                                                      | Konkurencja        | czas      | Pozycja |
| ------------------------------------------------------------- | ------------------ | --------- | ------- |
| Andrew Miller                                                 | Bieg na 15 km      | 56:08,0   | 41.     |
| Laurence Damon                                                | Bieg na 15 km      | 57:18,0   | 51.     |
| Andrew Miller                                                 | Bieg na 30 km      | 2:00:8,0  | 38.     |
| Lynn Levy                                                     | Bieg na 30 km      | 2:10:56,0 | 50.     |
| Theodore Farwell Andrew Miller Laurence Damon Marvin Crawford | Sztafeta 4 × 10 km | 2:32:04,0 | 12.     |

### Bobsleje
Mężczyźni
| Osada | Zawodnik                                                      | Konkurencja | Ślizg 1 | Ślizg 2 | Ślizg 3 | Ślizg 4 | Łącznie | Pozycja |
| ----- | ------------------------------------------------------------- | ----------- | ------- | ------- | ------- | ------- | ------- | ------- |
| USA-1 | Waightman Washbond Patrick Biesiadecki                        | Dwójki      | 1:24,82 | 1:24,15 | 1:27,78 | 1:24,41 | 5:38,16 | 5.      |
| USA-2 | Arthur Tyler Edgar Seymour                                    | Dwójki      | 1:25,41 | 1:23,77 | 1:24,44 | 1:26,46 | 5:40,08 | 6.      |
| USA-1 | Arthur Tyler William Dodge Charles Butler James Lamy          | Czwórki     | 1:17,75 | 1:17,87 | 1:18,25 | 1:18,52 | 5:12,39 | brąz    |
| USA-2 | James Bickford Donald Jacques Lawrence McKillip Hubert Miller | Czwórki     | 1:20,97 | 1:22,47 | 1:21,22 | 1:20,50 | 5:25,16 | 19.     |

### Hokej na lodzie
Reprezentacja mężczyzn
| - Willard Ikola - Donald Rigazio - Richard Rodenhiser - Daniel McKinnon - Ed Sampson - John Matchefts - Richard Meredith - Richard Dougherty - Kenneth Purpur |  | - John Mayasich - William Cleary - Wellington Burnett - Wendell Anderson - Eugene Campbell - Gordon Christian - Weldon Olson - John Petroske |

Reprezentacja Stanów Zjednoczonych brała udział w rozgrywkach grupy B turnieju olimpijskiego (runda grupowa), w której zajęła 2. miejsce i awansowała do rundy finałowej. Ostatecznie Reprezentacja USA zdobyła srebrny medal.

#### Runda grupowa
Grupa B
| Drużyna           | M | Mecze | Mecze | Mecze | Bramki | Bramki | Bramki | Pkt |
| Drużyna           | M | W     | R     | P     | +      | -      | +/-    | Pkt |
| ----------------- | - | ----- | ----- | ----- | ------ | ------ | ------ | --- |
| Czechosłowacja    | 2 | 2     | 0     | 0     | 12     | 6      | +6     | 4   |
| Stany Zjednoczone | 2 | 1     | 0     | 1     | 7      | 4      | +3     | 2   |
| Polska            | 2 | 0     | 0     | 2     | 3      | 12     | -8     | 0   |

Wyniki
| 27 stycznia 1956 | Czechosłowacja | 4:3 | Stany Zjednoczone | Olympic Ice Stadium |

| Godzina: 10:30 |  |  |  | Sędzia główny: Hauser Sędziowie liniowi: Avberg |

| 28 stycznia 1956 | Stany Zjednoczone | 4:0 | Polska | Olympic Ice Stadium |

| Godzina: 14:30 |  |  |  | Sędzia główny: Adamec Sędziowie liniowi: Tencza |

#### Grupa finałowa
| Drużyna           | M | Mecze | Mecze | Mecze | Bramki | Bramki | Bramki | Pkt | Uwagi |
| Drużyna           | M | W     | R     | P     | +      | -      | +/-    | Pkt | Uwagi |
| ----------------- | - | ----- | ----- | ----- | ------ | ------ | ------ | --- | ----- |
| ZSRR              | 5 | 5     | 0     | 0     | 25     | 5      | +20    | 10  |       |
| Stany Zjednoczone | 5 | 4     | 0     | 1     | 26     | 12     | +14    | 8   |       |
| Kanada            | 5 | 3     | 0     | 2     | 23     | 11     | +12    | 6   |       |
| Szwecja           | 5 | 2     | 1     | 3     | 10     | 17     | -7     | 3   |       |
| Czechosłowacja    | 5 | 1     | 0     | 4     | 20     | 30     | -10    | 2   |       |
| Niemcy            | 5 | 0     | 1     | 4     | 6      | 35     | -29    | 1   |       |

Wyniki
| 30 stycznia 1956 | Stany Zjednoczone | 7:2 | Niemcy | Olympic Ice Stadium |

| Godzina: 15:00 |  |  |  | Sędzia główny: Dwars Sędziowie liniowi: Bernhard |

| 31 stycznia 1956 | Kanada | 1:4 | Stany Zjednoczone | Olympic Ice Stadium |

| Godzina: 21:30 |  |  |  | Sędzia główny: Hauser Sędziowie liniowi: Bernhard |

| 2 lutego 1956 | Stany Zjednoczone | 6:1 | Szwecja | Olympic Ice Stadium |

| Godzina: 19:30 |  |  |  | Sędzia główny: Hauser Sędziowie liniowi: Bernhard |

| 3 lutego 1956 | ZSRR | 4:0 | Stany Zjednoczone | Olympic Ice Stadium |

| Godzina: 21:30 |  |  |  | Sędzia główny: Hauser Sędziowie liniowi: Bernhard |

| 4 lutego 1956 | Stany Zjednoczone | 9:4 | Czechosłowacja | Olympic Ice Stadium |

| Godzina: 19:00 |  |  |  | Sędzia główny: Hauser Sędziowie liniowi: Bernhard |

### Kombinacja norweska
Mężczyźni
| Zawodnik         | Konkurencja   | Bieg narciarski | Bieg narciarski | Bieg narciarski | Skoki narciarskie | Skoki narciarskie | Skoki narciarskie | Skoki narciarskie | Skoki narciarskie | Skoki narciarskie | Skoki narciarskie | Skoki narciarskie | Łącznie | Pozycja |
| Zawodnik         | Konkurencja   | Czas biegu      | Pozycja         | Punkty          | Skok 1            | Nota              | Skok 2            | Nota              | Skok 3            | Nota              | Punkty            | Pozycja           | Łącznie | Pozycja |
| ---------------- | ------------- | --------------- | --------------- | --------------- | ----------------- | ----------------- | ----------------- | ----------------- | ----------------- | ----------------- | ----------------- | ----------------- | ------- | ------- |
| Marvin Crawford  | Indywidualnie | 1:02:24,0       | 26.             | 216,4           | 67,0              | 96,5              | 69,5              | 97,5              | 69,5              | 99,0              | 196,5             | 17.               | 412,9   | 23.     |
| Theodore Farwell | Indywidualnie | 1:01:21,0       | 22.             | 220,5           | 60,5              | 88,5              | 59,5              | 83,0              | 61,0              | 85,0              | 173,5             | 33.               | 394,0   | 30.     |
| Charles Tremblay | Indywidualnie | 1:07:40,0       | 34.             | 196,0           | 61,5              | 88,0              | 64,0              | 91,0              | 64,5              | 91,0              | 182,0             | 30.               | 378,0   | 34.     |
| Lynn Levy        | Indywidualnie | 1:05:42,0       | 33.             | 203,6           | 54,5              | 72,5              | 60,0              | 80,5              | 61,0              | 81,5              | 162,0             | 36.               | 365,6   | 35.     |

### Łyżwiarstwo figurowe
| Zawodnik                    | Konkurencja   | Nota   | Pozycja |
| --------------------------- | ------------- | ------ | ------- |
| Tenley Albright             | Solistki      | 169,67 | złoto   |
| Carol Heiss                 | Solistki      | 168,02 | srebro  |
| Catherine Machado           | Solistki      | 153,48 | 8.      |
| Hayes Alan Jenkins          | Soliści       | 166,43 | złoto   |
| Ronnie Robertson            | Soliści       | 165,79 | srebro  |
| David Jenkins               | Soliści       | 162,82 | brąz    |
| Carole Ormaca Robin Greiner | Pary sportowe | 10,71  | 5.      |
| Lucille Ash Sully Kothman   | Pary sportowe | 10,63  | 7.      |

### Łyżwiarstwo szybkie
Mężczyźni
| Zawodnik         | Konkurencja   | Konkurencja   | Konkurencja    | Konkurencja    | Konkurencja    | Konkurencja    | Konkurencja      | Konkurencja      |
| Zawodnik         | Bieg na 500 m | Bieg na 500 m | Bieg na 1500 m | Bieg na 1500 m | Bieg na 5000 m | Bieg na 5000 m | Bieg na 10 000 m | Bieg na 10 000 m |
| Zawodnik         | Czas          | Miejsce       | Czas           | Miejsce        | Czas           | Miejsce        | Czas             | Miejsce          |
| ---------------- | ------------- | ------------- | -------------- | -------------- | -------------- | -------------- | ---------------- | ---------------- |
| Johnny Werket    | 42,4          | 11.           | 2:16,1         | 25.            |                |                |                  |                  |
| Eugene Sandvig   |               |               | 2:17,1         | 30.            | 8:25,5         | 31.            |                  |                  |
| Matthew McNamara |               |               | 2:15,2         | 20.            | 8:10,6         | 17.            | 17:45,6          | 27.              |
| Donald McDermott | 43,2          | 25.           | 2:18,6         | 37.            |                |                |                  |                  |
| Arthur Longsjo   |               |               |                |                | 8:40,0         | 40.            |                  |                  |
| Ken Henry        | 42,8          | 17.           |                |                |                |                |                  |                  |
| William Carow    | 41,8          | 6.            |                |                |                |                |                  |                  |
| Charles Burke    |               |               |                |                | 8:47,4         | 43.            |                  |                  |

### Narciarstwo alpejskie
Mężczyźni
| Zawodnik        | Konkurencja     | Konkurencja     | Konkurencja   | Konkurencja   | Konkurencja         | Konkurencja              | Konkurencja              | Konkurencja              |
| Zawodnik        | Zjazd           | Zjazd           | Slalom gigant | Slalom gigant | Slalom specjalny    | Slalom specjalny         | Slalom specjalny         | Slalom specjalny         |
| Zawodnik        | Czas            | Pozycja         | Czas          | Pozycje       | Czas 1-go przejazdu | Czas 2-go przejazdu      | Czas łączny              | Pozycja                  |
| --------------- | --------------- | --------------- | ------------- | ------------- | ------------------- | ------------------------ | ------------------------ | ------------------------ |
| Wallace Werner  | 3:05,8          | 11.             | 3:21,5        | 21.           | Dyskwalifikacja     | Nie ukończył konkurencji | Nie ukończył konkurencji | Nie ukończył konkurencji |
| Ralph Miller    | Dyskwalifikacja | Dyskwalifikacja | 3:15,8        | 13.           | 1:34,0              | 2:08,8                   | 3:47,8                   | 22.                      |
| William Beck    | Dyskwalifikacja | Dyskwalifikacja |               |               |                     |                          |                          |                          |
| Marvin Melville | Dyskwalifikacja | Dyskwalifikacja |               |               |                     |                          |                          |                          |
| Thomas Corcoran |                 |                 | 3:16,0        | 14.           | 1:37,1              | 2:04,2                   | 3:41,3                   | 19.                      |
| Brooks Dodge    |                 |                 | 3:16,4        | 15.           | 1:27,6              | 1:54,2                   | 3:21,8                   | 4.                       |

Kobiety
| Zawodniczka          | Konkurencja | Konkurencja | Konkurencja               | Konkurencja               | Konkurencja         | Konkurencja         | Konkurencja      | Konkurencja      |
| Zawodniczka          | Zjazd       | Zjazd       | Slalom gigant             | Slalom gigant             | Slalom specjalny    | Slalom specjalny    | Slalom specjalny | Slalom specjalny |
| Zawodniczka          | Czas        | Pozycja     | Czas                      | Pozycja                   | Czas 1-go przejazdu | Czas 2-go przejazdu | Czas łączny      | Pozycja          |
| -------------------- | ----------- | ----------- | ------------------------- | ------------------------- | ------------------- | ------------------- | ---------------- | ---------------- |
| Gladys Werner        | 1:49,6      | 10.         | 2:04,0                    | 22.                       | 1:13,9              | 1:16,2              | 2:30,1           | 27.              |
| Andrea Mead-Lawrence | 1:55,2      | 30.         | 1:58,2                    | 4.                        | 57,5                | 1:28,3              | 2:25,8           | 25.              |
| Penlope Pitou        | 1:58,9      | 34.         | 2:10,4                    | 34.                       | 1:26,2              | 1:16,3              | 2:42,5           | 31.              |
| Dorothy Surgenor     | 2:01,5      | 38.         |                           |                           | 1:09,1              | 1:08,2              | 2:17,3           | 20.              |
| Betsy Snite          |             |             | Nie ukończyła konkurencji | Nie ukończyła konkurencji |                     |                     |                  |                  |

### Skoki narciarskie
Mężczyźni
| Skoczek       | Skok 1    | Skok 1 | Skok 2    | Skok 2 | Nota  | Pozycja |
| Skoczek       | odległość | Nota   | odległość | Nota   | Nota  | Pozycja |
| ------------- | --------- | ------ | --------- | ------ | ----- | ------- |
| Arthur Devlin | 74,0      | 98,5   | 72,5      | 96,0   | 194,5 | 21.     |
| Roy Sherwood  | 71,5      | 94,0   | 68,0      | 89,0   | 183,0 | 36.     |
| Willis Olson  | 65,0      | 84,5   | 69,5      | 90,0   | 174,5 | 43.     |
| Richard Rahoi | 71,5      | 86,0   | 78,0      | 72,0   | 158,0 | 51.     |